# Tarcisio Bertone
Tarcisio Pietro Evasio Bertone SDB (sinh ngày 2 tháng 12 năm 1934) là một hồng y người Ý và là nguyên Hồng y Quốc vụ khanh. Là một hồng y của Giáo hội Công giáo, ông từng là Tổng giám mục của Vercelli (1991-1995), Tổng giám mục Genoa (2002-2006), và là Hồng y Quốc vụ khanh (2006-2013). Bertone được nâng lên hàng hồng y vào năm 2003.
Ngày 10 tháng 5 năm 2008, ông được phong là Hồng y-Giám mục của Frascati. Bertone giữ chức Hồng y Nhiếp chính từ năm 2007 đến năm 2014. Trong khoảng thời gian giữa Giáo hoàng Benedict XVI từ chức vào ngày 28 tháng 2 năm 2013 và sự đắc cử của Giáo hoàng Phanxicô vào ngày 13 tháng 3 năm 2013, ông tạm thời làm quản trị viên Tòa thánh và quyền người đứng đầu nhà nước của Vatican. Ông được coi là ứng cử viên để kế vị Giáo hoàng Bênêđíctô XVI. Ngoài tiếng Ý mẹ đẻ, Bertone còn nói thông thạo tiếng Pháp, Tây Ban Nha, Đức và Bồ Đào Nha.

## Tiểu sử
Bertone sinh ra ở Romano Canavese, Piedmont, là con thứ năm trong gia đình có tám người con. Bertone đã tuyên bố rằng mẹ anh là một chiến binh kiên quyết chống phát xít của Đảng Nhân dân Ý, và sau đó là một đảng viên Đảng Dân chủ Cơ đốc giáo. Ông tuyên xưng lời khấn với tư cách là thành viên của Dòng Salêdiêng vào ngày 3 tháng 12 năm 1950 và được Đức Tổng Giám mục Albino Mensa truyền chức linh mục vào ngày 1 tháng 7 năm 1960. Ông có bằng tiến sĩ giáo luật. Luận án của ông có tựa đề Quản trị Giáo hội theo Tư tưởng của Giáo hoàng Benedict XIV (1740–1758). Ông từng là Giáo sư Thần học Luân lý Đặc biệt tại Đại học Giáo hoàng Salêdiêng từ năm 1967 cho đến khi được bổ nhiệm làm Giáo sư Giáo luật năm 1976, một chức vụ mà ông giữ cho đến năm 1991. Ông là giáo sư thỉnh giảng về Luật Giáo hội Công cộng tại Học viện Utriusque Iuris của Giáo hoàng Đại học Lateran vào năm 1978. Ông được Giáo hoàng Gioan Phaolo II ủy nhiệm để hỗ trợ Emmanuel Milingo, Tổng giám mục danh dự của Lusaka, Zambia, trở lại Nhà thờ Công giáo vào năm 2001. Milingo đã rời bỏ Giáo hội để kết hôn với Maria Sung của Nhà thờ Thống nhất Sun Myung Moon.

## Tổng giám mục, thăng tước Hồng y
Ngày 4 tháng 7 năm 1991, Bertone được Giáo hoàng Gioan Phaolo II bổ nhiệm làm Tổng giám mục Vercelli. Một tháng sau, ngài được Đức Tổng Giám mục Mensa, người cũng đã phong chức linh mục cho ngài làm giám mục. Ông giữ chức vụ này cho đến khi từ chức vào năm 1995 sau khi được bổ nhiệm làm Thư ký Bộ Giáo lý Đức tin dưới thời Hồng y Joseph Ratzinger, người sau này trở thành Giáo hoàng Benedict XVI. Được bổ nhiệm làm Tổng giám mục Genoa vào ngày 10 tháng 12 năm 2002 và được bổ nhiệm vào ngày 2 tháng 2 năm 2003, Bertone được nâng lên hàng Hồng y trong Công nghị ngày 21 tháng 10 năm 2003, với tư cách là Hồng y đẳng Linh mục nhà thờ Santa Maria Ausiliatrice ở Via Tuscolana. Sau này ông chuyên nghiên cứu về mối quan hệ giữa đạo đức xã hội, đức tin và chính trị. Ngài cũng giúp sửa đổi Bộ Giáo luật 1983 và đảm nhận công việc mục vụ tại các giáo xứ. Trong Năm Thánh 2000, Bertone đã chịu ảnh hưởng của Đức Gioan Phaolô II với việc công bố bí mật thứ ba của Fatima. Bertone là một trong những đại cử tri đã tham gia mật nghị giáo hoàng năm 2005 bầu chọn Giáo hoàng Benedict XVI. Ông cũng tham gia với tư cách là một đại cử tri trong mật nghị giáo hoàng năm 2013 bầu ra Đức Giáo hoàng Phanxicô.